# Gukurahundi
 (avril 2025).
Si vous disposez d'ouvrages ou d'articles de référence ou si vous connaissez des sites web de qualité traitant du thème abordé ici, merci de compléter l'article en donnant les références utiles à sa vérifiabilité et en les liant à la section « Notes et références ».
Le Gukurahundi (dérivé d'un terme shona qui se traduit par « la pluie précoce qui lave l'ivraie avant les pluies printanières ») est une série de massacres de civils Ndébélés perpétrés par l'armée du Zimbabwe entre le début de l'année 1983 et la fin 1987.
Pendant la guerre du Bush de Rhodésie du Sud, deux partis nationalistes rivaux, l'Union nationale africaine du Zimbabwe (ZANU) de Robert Mugabe et l'Union du peuple africain du Zimbabwe (ZAPU) de Joshua Nkomo, contestent le gouvernement essentiellement blanc de la Rhodésie. La ZANU recrutant principalement parmi la population majoritaire des Shonas, alors que la ZAPU tient son plus grand soutien de la minorité des Ndébélés. Au début de 1983, la 5e brigade formée par la Corée du Nord commence à réprimer les dissidents dans le Matabeleland septentrional, l'une des terres des Ndébélés.
La ZANU a d'abord défini le Gukurahundi comme une stratégie idéologique visant à mener la guerre dans les colonies principales et les propriétés individuelles, mais des milliers de Ndébélés sont arrêtés par les forces gouvernementales et sont soit envoyés dans des camps de « rééducation », soit exécutés sommairement.
Bien qu'il existe différentes estimations, le consensus des organisations de défense des droits de l'Homme établit à 20 000 personnes le nombre de victimes.